# 1948年南非大选
1948年5月26日，南非聯邦舉行大選，是次選舉成為該國歷史上的轉折點，由丹尼爾·馬蘭領導的聯合國民黨在取得不到一半選票的情況下擊敗時任總理揚·史末資領導的統一黨取得多數席次，贏得選舉。
竞选期间，統一黨和联合国民党都积极与小党组成竞选同盟。統一黨与工党结盟，联合国民党与阿非利卡人党结盟，而阿非利卡人党借此以寻求扩大阿非利卡人的权益，根据与选举权有关的立法，很少有有色人种和亚裔能够在这次选举中投票。
联合国民党意识到许多南非白人受到黑人追求平等浪潮影响，因此联合国民党承诺在所有领域都实施严格的种族隔离政策。联合国民党还利用白人对黑人有可能对其实施暴力的不安全感，透过向白人承诺提供安全和保障，使其免受黑人对白人的犯罪和暴力，以换取支持。
与联合国民党相比，統一黨支持在南非逐步融合不同种族群体。惟由于二战后南非经济陷入困境，以及各种挑战最終令統一黨失去许多支持。这次选举以国民党获勝为结果后其标志着联合国民党在南非46年的统治的开始。

## 选举结果
国民党和阿非利卡人党在眾議院中共赢得79个议席。而統一黨和工黨共赢得74个议席；因为简单多数制，尽管統一黨获得超过11%的选票，但联合国民党还是赢得最多的席次。国民党及其联盟随后组建新政府，南非开始走入正式、法律上的种族隔离时代。1951年，联合国民党与阿非利卡人党合并，恢复「国民党」一名。
| 政党               | 政党               | 票数      | %      | 席数 | +/– |
| ------------------ | ------------------ | --------- | ------ | ---- | --- |
|                    | 統一黨             | 524,230   | 49.18  | 65   | –24 |
|                    | 聯合國民黨         | 401,834   | 37.70  | 70   | +27 |
|                    | 阿非利卡人党       | 41,885    | 3.93   | 9    | +9  |
|                    | 工黨               | 27,360    | 2.57   | 6    | –3  |
|                    | 獨立人士           | 70,662    | 6.63   | 0    | –2  |
| 原住民代表         | 原住民代表         |           |        | 3    | 0   |
| 总共               | 总共               | 1,065,971 | 100.00 | 153  | 0   |
|                    |                    |           |        |      |     |
| 有效票数           | 有效票数           | 1,065,971 | 99.31  |      |     |
| 无效及空白票数     | 无效及空白票数     | 7,393     | 0.69   |      |     |
| 总票数             | 总票数             | 1,073,364 | 100.00 |      |     |
| 已登记选民／投票率 | 已登记选民／投票率 | 1,337,534 | 80.25  |      |     |

### 按省份统计
| 政党         | 纳塔尔 | 德兰士瓦 | 开普 | 奥兰治自由邦 | 总计 |
| ------------ | ------ | -------- | ---- | ------------ | ---- |
| 联合国民党   | 1      | 32       | 26   | 11           | 70   |
| 統一黨       | 11     | 26       | 27   | 1            | 65   |
| 阿非利卡人党 | 2      | 4        | 2    | 1            | 9    |
| 工党         | 2      | 4        | 0    | 0            | 6    |
| 来源: Barry  |        |          |      |              |      |

## 国民党胜选原因

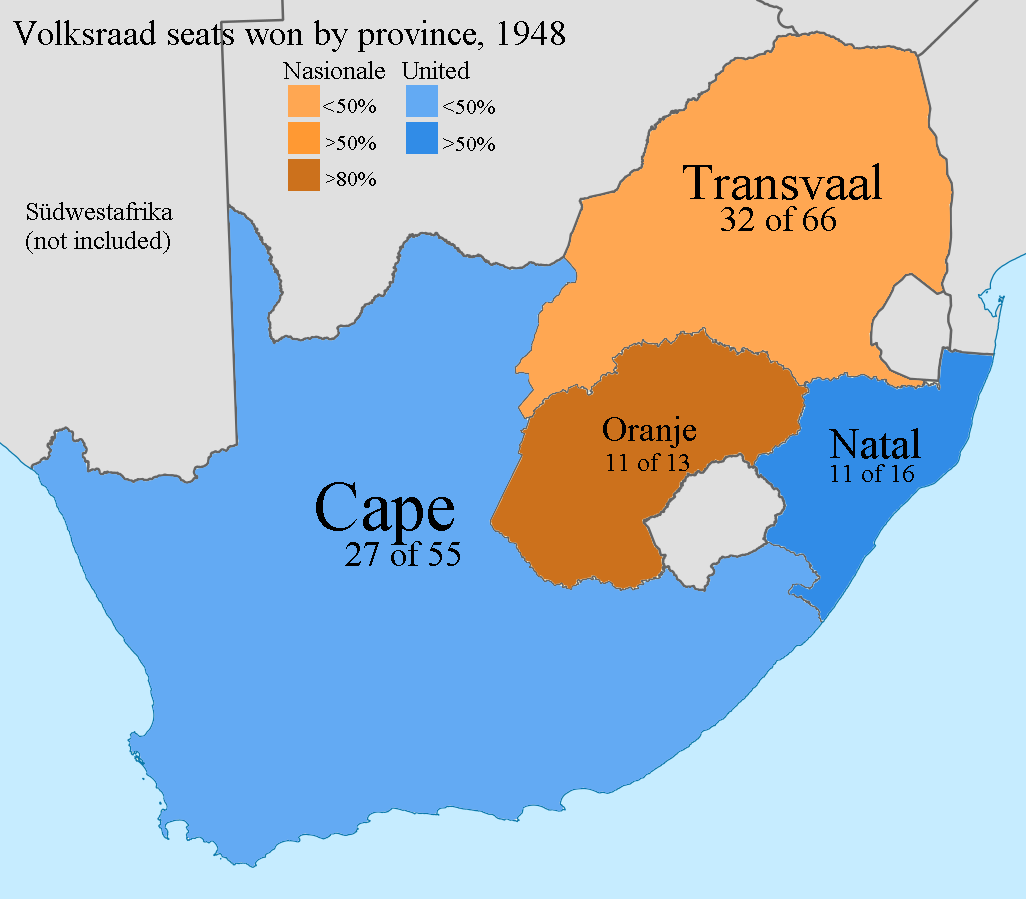
这张地图展示了自治领时期南非 1948 年选举中各省选出的政党。蓝色表示统一党获胜的地区；橙色表示国民党获胜的地区。

1948年选举之中，南非白人选民面临的抉择之一是种族问题；統一黨和国民党对关南非种族融合问题政策不一。扬·史末资与其支持者认为种族融合为不可避免的，因此政府应放松那些限制黑人进入城市的法律。
虽然两党都赞成继续维护白人主导政治地位；但統一黨主张逐步改革政治制度，以使南非黑人最终能在未来于种族融合的南非政治之中发挥政治作用。而联合国民党直截了当提出严格执行种族隔离和完全剥夺南非黑人权力等政策。许多阿非利卡人民族主义者担心黑人自二战后从农村涌入城市将会抢走他们的工作职位，虽说最后黑人向城市流动遭到当局的限制。
 而統一黨的立场得到了费根委员会支持，而联合国民党针对前者创建了绍尔委员会。
丹尼尔·马兰与其联合国民党获胜的另一个原因是国民党不断宣传扬·史末资为支持英国的立场。而于統一黨的领导下，史末资提出了相对自由的政策，但并非出于善意而是为了宣传需要；他将反对派攻击为“敌人”（英国人）；这种“攻击”为试图恐吓白人选民和阿非利卡人选民，使他们不得不联想在1886年德兰士瓦发现黄金后阿非利卡人因此对英国产生的仇恨，从而投票给联合国民党。沿着这条线入手攻击的史末资的其他原因是史末资曾为英国工作，以及他决定在第二次世界大战中加入二战帮助英国。
虽说如此，但可以说国民党选举获胜最重要原因是1948年投票给国民党的农村选民；尽管国民党没有获得多数票，史末资获得了12%以上的选票；但马兰却从不当分配中获得很大好处。其使得马兰能够通过赢得许多小选区来组建新政府，并在国民党险胜的情况下甚比統一黨多得5个席位。

### 经济原因
聯合國民黨提出的种族隔离政策符合各南非白人的经济利益。因为南非北部地区的农民依靠廉价的黑人劳动力来实现利润最大化。 而生活在城市地区的南非白人工人则担心南非黑人涌入城市后会出现就业竞争。  许多以农业为基础的阿非利卡人农场主与商业和金融集团看到了种族隔离制度将有利于促进他们的发展。 統一黨则没有考虑到种族隔离制度给这些有影响力的大集团带来的巨大经济利益，也没有像国民党那样优先考虑种族隔离问题。
史末资和他的内阁被指责因带领南非加入二战以至于令南非在二战期间承受巨大痛苦；战争期间，汽油实行配给，面包店为节省小麦而被命令不要烤制白面包。战后，由于南非向英国和荷兰出口食品和其他必需品，这些配给措施中还有一些继续存在。南非甚至向英国提供了400万盎司（110公吨）的黄金贷款。这些措施造成了当地肉类的短缺和白面包的无法供应。

### 种族问题
在选举策略方面，1948年的选举活动中国民党非常善于利用白人的恐惧心理；由于統一黨似乎不太赞成强硬的种族隔离；因此，国民党辩称说，若統一黨胜利那将最终导致南非黑人掌权。国民党的宣传将黑人与共产主义联系起来，而这在当时对许多南非白人来说是个大忌。 这些宣传和联系最终令南非白人更为恐惧与不安了。 史末资在二战期间与苏联领袖约瑟夫·斯大林建立了良好的个人关系；当时南非和苏联是共同对抗纳粹德国的盟友；这一点被国民党宣传提到了很多。史末资曾说过，他曾“向斯大林脱帽致敬”，国民党将这句话作为史末资倾向共产主义的证据之一。
史末资政府有争议的新移民计划进一步激起了阿非利卡人的不安。根据这一计划，许多英国移民将搬来南非，而这可能抢走阿非利卡人的工作；此外有人声称，这些计划背后的意图是用生育率较高的南非英国移民来打击生育率较低的阿非利卡人的人口地位。这样一来，阿非利卡人在未来的选举中就会处于劣势地位。 
在为1948年的选举做准备时，国民党暂缓其共和之立场。由于布尔战争战争造成的巨大而持久的阿非利卡人民族创伤，将南非宣布成立共和国并解除南非与英国之间的所有法律关系，一直是国民党早期的政策。
南非英裔支持与英国继续保持关系，因此，国民党的共和计划成为南非两大白人群体之间冲突的根源。国民党坚定支持成立共和国的立场疏远了温和的阿非利卡人，他们支持南非参加二战，并希望实现阿非利卡人与南非英国人之间的和解。当国民党同意对其激烈的共和主义立场做出妥协，承认南非应该继续作为英联邦的一个自治领时，许多原支持統一黨的阿非利卡人转而支持国民党。 

### 农村/城市的投票权重
选区边界的划定有利于国民党。1948年的选举中，国民党赢得的70个席位中，大部分在农村地区，而統一黨赢得的65个席位中，大部分在城市地区。根据南非当时的宪法，农村地区的选区划界要比城市地区的选区划界小，这意味着农村选区比城市选区多。其对国民党有利，因为它在农村地区的票数往往很高。尽管国民党/阿非利卡人党联盟赢得的选票比統一黨少140,000张，但它在议会中获得了多数席位，并能够与阿非利卡人党结盟，组成多数政府。
据计算，如果农村和城市的选票权重一样，那么統一黨会赢得80个席位，联合国民党/阿非利卡人党会赢得60个席位，而其他政党会赢得剩余的席位，从而使統一黨彻底获得多数席位，而这意味着也许会推迟甚至阻止种族隔离制度。

### 双方政党组织
当时的統一黨被广泛认为笨重且缺乏活力，而联合国民党则表现出活力和卓越的组织能力；二战当中因为外部敌人的存在至南非白人以及統一黨团结起来，二战结束后其凝聚力就支离破碎了，而扬·史末资也失去了对統一黨的控制。从最后的议会议席分配统计中可以看出，扬·史末资和他的政党无法有效地反击国民党反对党派对其提出的批评，这种无能导致国民党最终与微弱优势取得胜利。
1948年的选举之后，执政联盟赋予西南非洲（1990年独立后称为纳米比亚）大部分讲阿非利卡语和德语的选民获充分选举权；其结果是，这使国民党在议会中能够多了六张选票。

## 後續
國民黨分別通過《1950年鎮壓共產主義條例》以及《犯罪行為法》與《公共治安法》等法律的修正案，並且不久又通過諸如《集團住房法》等法律，進一步為從法律上與國家層面進行種族隔離做鋪墊。